# 1910年鐵路
此條目列出1910年發生有關鐵路運輸的事件。

## 事件

### 3月
- 3月10日：箕面有馬電氣鐵道線通車。

### 4月
- 4月1日：法國主導興建的滇越鐵路通車，雲南十八怪之一「第一條鐵路不通國內通國外」自此形成。

### 5月
- 5月9日：漳廈鐵路通車，但鐵路本身既到不了漳州也到不了廈門。
- 5月31日：南非聯邦成立，開普政府鐵路（英语：Cape Government Railways）、納塔爾政府鐵路（英语：Natal Government Railways）及中南非鐵路（英语：Central South African Railways）合併成為南非鐵路（英语：South African Railways）[1]。

### 10月
- 10月1日：九廣鐵路英段通車。

### 11月
- 11月27日：賓夕法尼亞鐵路在紐約市開設舊賓夕法尼亞車站（英语：Pennsylvania Station (1910–1963)）。

### 12月
- 12月16日：臺東北線花蓮港驛（花蓮舊站）至鯉魚尾驛（今壽豐車站）通車。